# Генералісимус Радянського Союзу
Генералі́симус Радя́нського Сою́зу — вище військове звання в Збройних Силах Радянського Союзу з 1945 до 1993 рр.

## Історія введення військового звання
Введено Указом Президії Верховної Ради СРСР від 26 червня 1945 і на другий день, 27 червня, присвоєно І. В. Сталіну.
В 1945 році за пропозицією Політбюро ЦК ВКП(б) І. В. Сталіну в ознаменування його виняткових заслуг у німецько-радянській війні було присвоєно звання Генералісимус Радянського Союзу.
Питання про присвоєння звання генералісимуса обговорювалося кілька разів, і щоразу Сталін переконував цього не робити. І лише після втручання Маршала Радянського Союзу К. К. Рокоссовського дав свою згоду, коли останній заявив: «Товаришу Сталін, ви маршал і я маршал, ви мене покарати не зможете!»
Форма і знаки розпізнавання Генералісимуса Радянського Союзу були розроблені службою тилу Червоної армії, але не затверджені офіційно. У одному з варіантів на мундирі були еполети, на яких розміщувався герб СРСР у вінку з дубового листя; на затвердження також були представлені зимова шинель і форма для верхової їзди, що нагадують генеральську уніформу середини XIX століття.
Виготовлені зразки були знехтувані Сталіним, який визнав їх надмірно розкішними і несучасними; нині вони зберігаються в Музеї німецько-радянської війни в Москві на Уклінній горі. Фактично ж Генералісимус Сталін носив погони Маршала Радянського Союзу.
Окрім І. В. Сталіна, звання Генералісимус Радянського Союзу нікому не присвоювалося, хоча числилося в статутах до самого кінця радянської епохи. При цьому у архівах збереглися листи, що містять пропозиції про присвоєння даного звання генерал-лейтенанту Микиті Сергійовичу Хрущову та Маршалу Радянського Союзу Леонідові Іллічу Брежнєву. У 1993 році (уже в часи Російської Федерації) разом з іншими чинами Радянської Армії воно було формально скасоване.